# نارلی آجی سو
نارلی آجی سو، روستایی از توابع بخش مراوه تپه شهرستان کلاله در استان گلستان ایران است.
این روستا شمالی ترین نقطه استان گلستان از لحاظ مختصات جغرافیایی و مسکونی بودن است.

## جمعیت
این روستا در دهستان مراوه تپه قرار دارد و براساس سرشماری مرکز آمار ایران در سال ۱۳۸۵، جمعیت آن ۱٬۰۲۹ نفر (۱۷۵خانوار) بوده‌است.